# Santa Justa i Santa Rufina de Prats de Molló

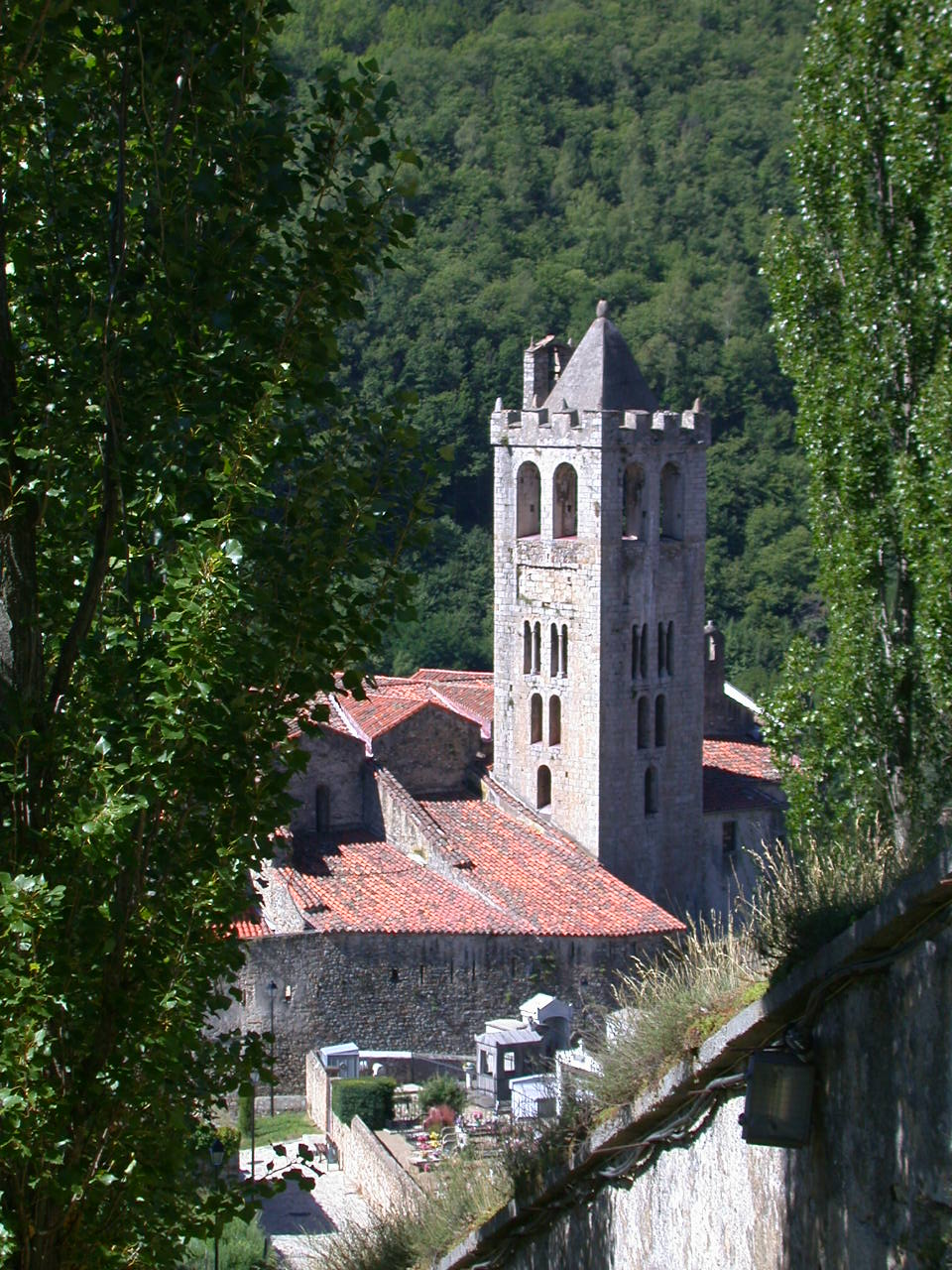
El campanar romànic de l'església parroquial

Santa Justa i Santa Rufina de Prats de Molló és l'església parroquial de la vila de Prats de Molló, de la comuna de Prats de Molló i la Presta, a la comarca del Vallespir (Catalunya del Nord).
Està situada a dins del clos murat de la vila de Prats de Molló, al nord-est del seu nucli antic. És al sud del cementiri de la vila, del qual el separa el carrer del Cementiri, continuacció del carrer del Firal. L'església roman encaixada en un extrem de la vila vella, en un lloc preeminent, amb restes de les muralles medievals i modernes a ponent i al nord seu.

## Història
Si bé la vila de Prats de Molló està documentada des del 878, no és fins a darreries del segle x que es té constància de la seva església parroquial. La primera consagració de l'església, citada en la segona, del 1245, s'ha de situar entre 984 i 988, i fou protagonitzada per Hildesind, bisbe d'Elna i el comte Oliba I Cabreta. El 1245 era el bisbe Bernat de Berga qui consagrava el nou temple, En aquesta consagració es delimitava el territori parroquial, situat entre Mollet (Montferrer), a llevant, Serrallonga a migdia, Bocabartella i Molló a ponent, i el Canigó al nord.

## Característiques
L'església romànica del segle xiii sofrí una gran remodelació a la segona meitat del segle xvii, coincidint, aproximadament, amb la reforma de les muralles de la vila a càrrec de Vauban. L'element romànic més evident és la torre campanar, però romanen d'altres restes inserides en els murs de la nau del xvii, sobretot al mur sud, on el parament romànic és visible, si bé tallat per les capelles laterals que s'hi construïren. En aquesta mateixa façana, prop del frontis occidental, un tram de paret conservat conté la porta original; és un fragment de carreus grossos ben tallats i que formen rengleres molt regulars. Formen la portada dos arcs de mig punt en degradació, amb una llinda d'una sola peça. El timpà ha desaparegut, i es pot veure en el seu lloc una reixa. Les dovelles, curtes i amples, no tenen ornamentació. El conjunt és de granit. Completa el mur meridional una finestra de doble biaix, actualment tapiada i mig oculta rere un contrafort de l'obra d'època moderna.
Els batents de fusta de la porta, com en d'altres esglésies romàniques de la Catalunya del Nord, conserva un bell conjunt de ferramenta, format principalment per dobles volutes enrotllades quatre vegades sobre elles mateixes, tot i que foren muntades el segle xvii damunt d'una porta nova. Completen el conjunt dos tiradors i el forrellat, tot bellament treballat.
El campanar és, però, l'element més destacat. Situat al nord del temple, s'integra en la muralla d'aquest sector. Està format per tres pisos de la construcció romànica, més un quart molt alt i la capçalera piramidal, més tardanes. El primer pis presenta una sola obertura de mig punt a cada cara; el segon, dues, properes com si fos una finestra geminada, i el tercer, dues finestres geminades, que formen quatre obertures. Sense correspondre-hi per època, segueix el model dels campanes romànics llombards.
L'església conserva una pica baptismal, en una capella del sud-oest de la nau. És molt gran, tallada en un sol bloc de granit. Sobre un curt peu cilíndric, té forma ovoide. Fa 105 cm d'alçada, amb 135 cm de diàmetre de boca. A l'exterior té gravada una creu llatina en relleu destacat, amb el pal de 6 cm a la part superior i 4 a la inferior. Fa 50 x 26 cm, en total.